# Harthausen (Filderstadt)
Harthausen (schwäbisch Hardhausa [hard'housɐ̃]) ist ein Stadtteil der Großen Kreisstadt Filderstadt im Zentrum des Landes Baden-Württemberg, rund zehn Kilometer der Landeshauptstadt Stuttgart. Er liegt im südöstlichen Teil von Filderstadt.

## Geschichte

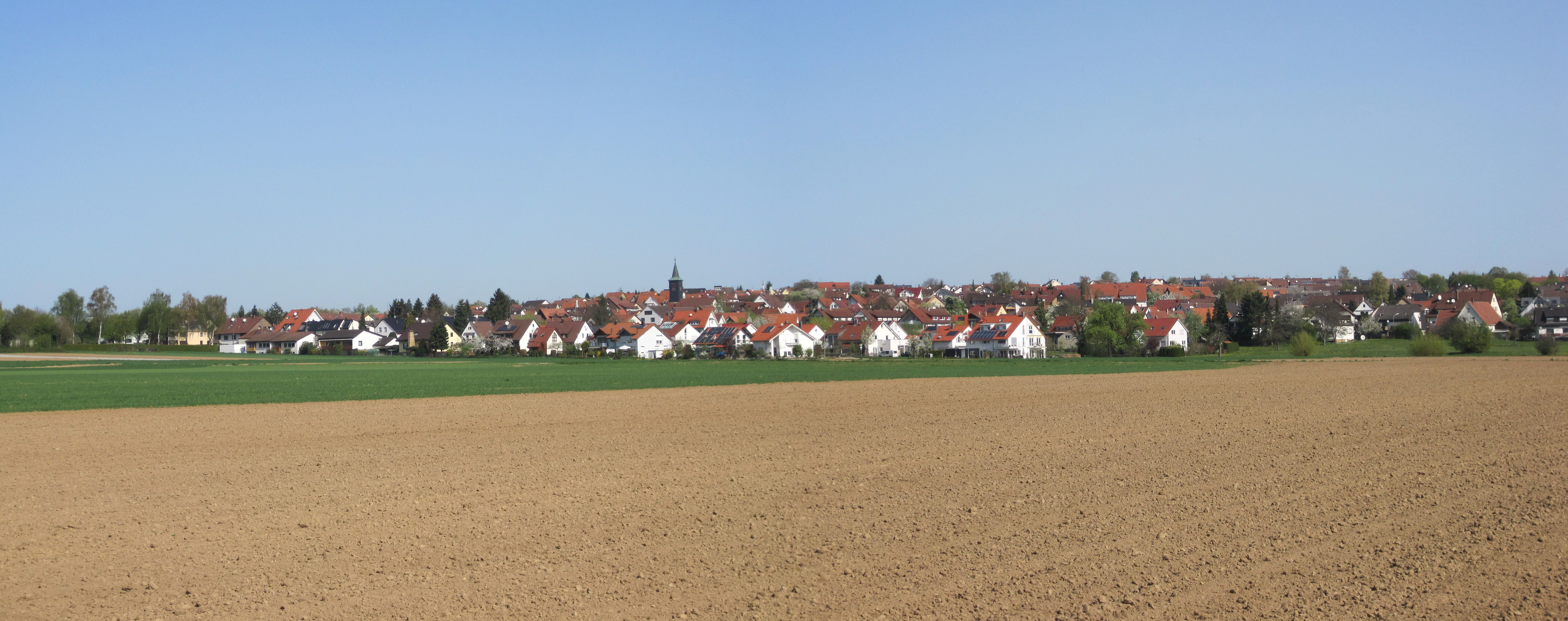
Harthausen, von Grötzingen aus gesehen

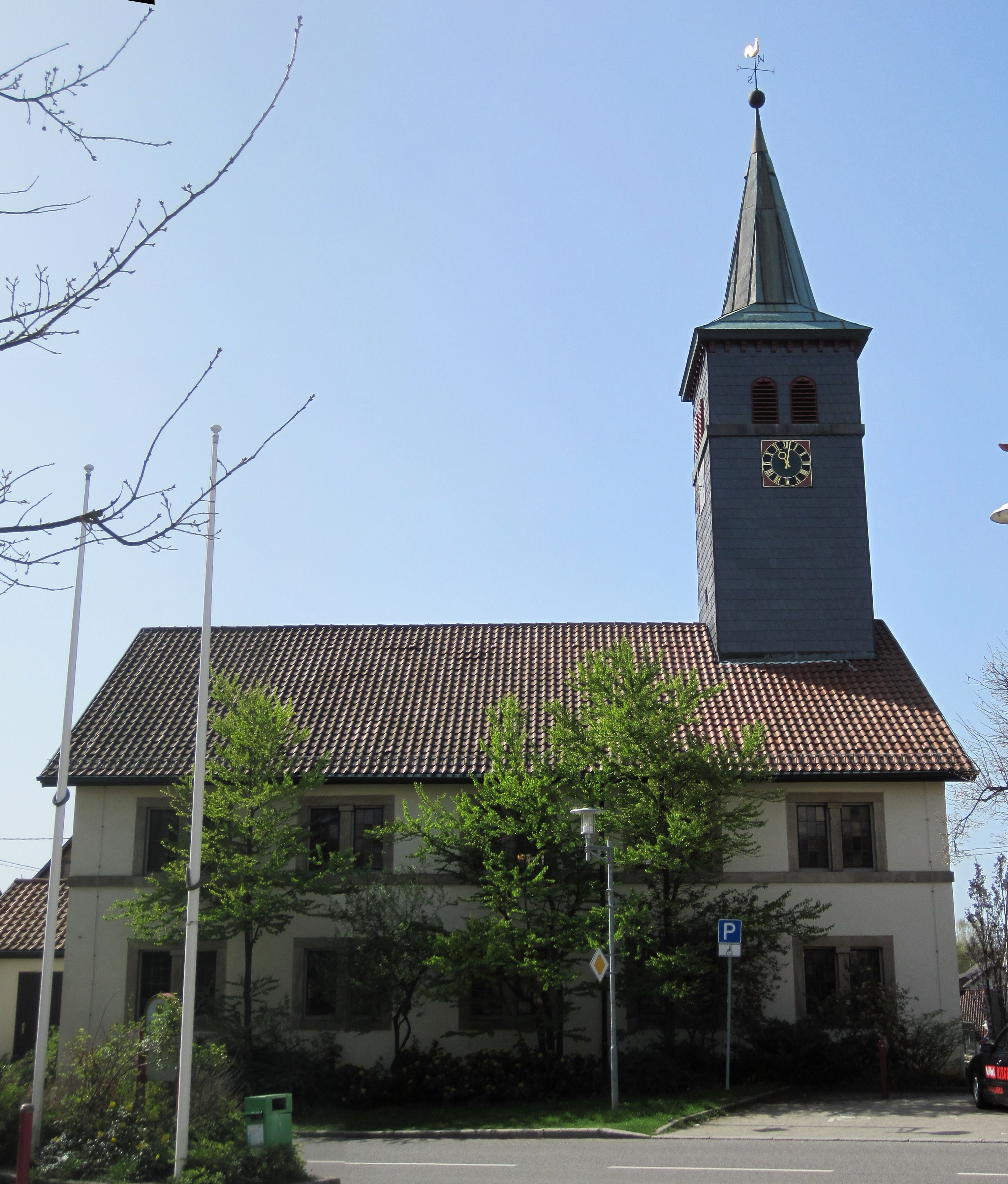
Die Harthäuser Kirche

Die erste sichere urkundliche Erwähnung Harthausens findet sich im 1304 angelegten Lagerbuch (Güter- und Einkünfteverzeichnis) des St. Katharinenhospitals in Esslingen am Neckar. Der Eintrag über Harthausen wurde 1310/1311 vorgenommen. In Harthausen übte bis 1338 zunächst die niederadlige Linie der Herren von Bernhausen die Vogtei aus.
Ein Teil der Vogteirechte ging in jenem Jahr an Esslinger Bürger. Ab 1404 hatte der Pfarrer von Plattenhardt die Ortsherrschaft inne, 1466 kaufte ihm der Graf von Württemberg die Ortsherrschaft ab. Ein kleinerer Teil des Dorfes gehörte zum Reichslehen Sielmingen, das die Herren von Stöffeln, seit 1377 die Herren von Stammheim, ab 1521 die Thumb von Neuburg und ab 1532 das Spital Nürtingen innehatten. Da dieses Spital württembergisch war, stand dieser Teil Harthausens seit 1531 unter württembergischer Landeshoheit. Harthausen gehörte zur Zeit des Königreichs Württemberg und seit 1918 des Volksstaates zum Amtsoberamt Stuttgart. Bei der Kreisreform während der NS-Zeit in Württemberg gelangte die Gemeinde 1938 zum Landkreis Esslingen. 1945 geriet sie in die Amerikanische Besatzungszone und gehörte somit zum neu gegründeten Land Württemberg-Baden, das 1952 im jetzigen Bundesland Baden-Württemberg aufging.
Aufgrund der kleinen Gemarkung Harthausens musste stets Land auf anderen Gemarkungen hinzugepachtet werden. Folglich entging der Gemeinde der wichtigste Teil ihrer Einnahmen, die Grundsteuer. Die Bewohner Harthausens waren sehr arm, der Kleinstbesitz überwog. 1907 hatten über 50 Prozent der Einwohner weniger als 2 Hektar Land. Schon früh wurde deshalb nach Nebenerwerbsquellen gesucht. Im Handwerk war schlecht unterzukommen, es bediente gerade die örtliche Nachfrage (Bäcker, Schmied, Küfer u. a.). Einzig die Leinenweberei bot hier eine gewisse Möglichkeit des Zuerwerbs. Im 18. und 19. Jahrhundert wohnten deshalb in Harthausen besonders viele Weber. Eine weitere Einnahmequelle im 19. Jahrhundert war der Viehhandel, wie die Oberamtsbeschreibung von 1851 berichtet.
Wegen der geringen Verdienstmöglichkeiten begannen die Harthäuser vergleichsweise früh mit auswärtiger Lohnarbeit. Die Männer gingen als Bauarbeiter, Tagelöhner oder Fabrikarbeiter die 24 Kilometer nach Stuttgart zu Fuß und kamen nur am Wochenende heim. Die Situation besserte sich durch die Errichtung der Filderbahn 1897 und ab 1925 durch einen LKW-, später Omnibus-Verkehr nach Stuttgart. Gerade zwischen 1927 und 1933 wurde in Harthausen viel gebaut, insbesondere von den in Stuttgart arbeitenden Bauhandwerkern.
Harthausen wurde nach dem Zweiten Weltkrieg durch die Zuzüge in den 1950er und 1960er Jahren mehr und mehr zu einer Wohn- und Auspendlergemeinde. Es hatte von 1950 bis 1974 mit 256 Prozent die höchste Zuwachsrate aller fünf Filderstädter Stadtteile, von 1975 und 1998 wuchs sie nur noch um 12 Prozent. 2004 wurde die 4000-Einwohner-Marke überschritten.
Am 1. Januar 1975 wurde Harthausen zusammen mit den Gemeinden Bernhausen, Bonlanden auf den Fildern, Plattenhardt und Sielmingen zur Gemeinde Filderlinden zusammengeschlossen, deren Name am 25. Juli desselben Jahres in „Filderstadt“ geändert wurde.